# Carl Cornelius
Carl Adolf Wenzeslaus Cornelius (po otrzymaniu tytułu szlacheckiego używał formy von Cornelius; ur. 12 marca 1819 w Würzburgu, zm. 10 lutego 1903 w Monachium) – niemiecki historyk Kościoła.

## Życiorys
Carl Cornelius studiował w Bonn i Berlinie, między innymi u Leopolda von Ranke. Następnie pracował jako nauczyciel w gimnazjach w Emmerich i Koblencji, a także (od 1846 do 1848) w Liceum Hosianum w Braniewie. W latach 1848–1849 był członkiem parlamentu frankfurckiego.
W 1851 uzyskał habilitację na Westfalskim Uniwersytecie Wilhelma w Münsterze. W 1852 został docentem historii we Wrocławiu. W 1854 roku został mianowany profesorem na Uniwersytecie w Bonn, a w 1856 na Uniwersytecie Ludwika i Maksymiliana w Monachium, gdzie otrzymał tak zwaną profesurę katolicką. W tym czasie pracował nad historią komuny münsterskiej (Täuferreich von Münster).
Politycznie był zwolennikiem Wielkich Niemiec i Ottona Bismarcka. Opowiadał się za reformami w Kościele, odrzucał dogmat o nieomylności papieża, należał do zwolenników starokatolicyzmu.
Był od 1860 członkiem komisji historycznej przy Bawarskiej Akademii Nauk. Cornelius objął kierownictwo redakcji wydania korespondencji z Wittelsbach. Był to zbiór aktów władców bawarskich z XVI i XVII wieku. Po ustąpieniu Heinricha von Sybel Cornelius został sekretarzem całej komisji.
Po 1870 zajmował się postacią Jana Kawina. Od 1897 był członkiem korespondentem Berlińsko-Pruskiej Akademii Nauk.